# Culinária da Argélia

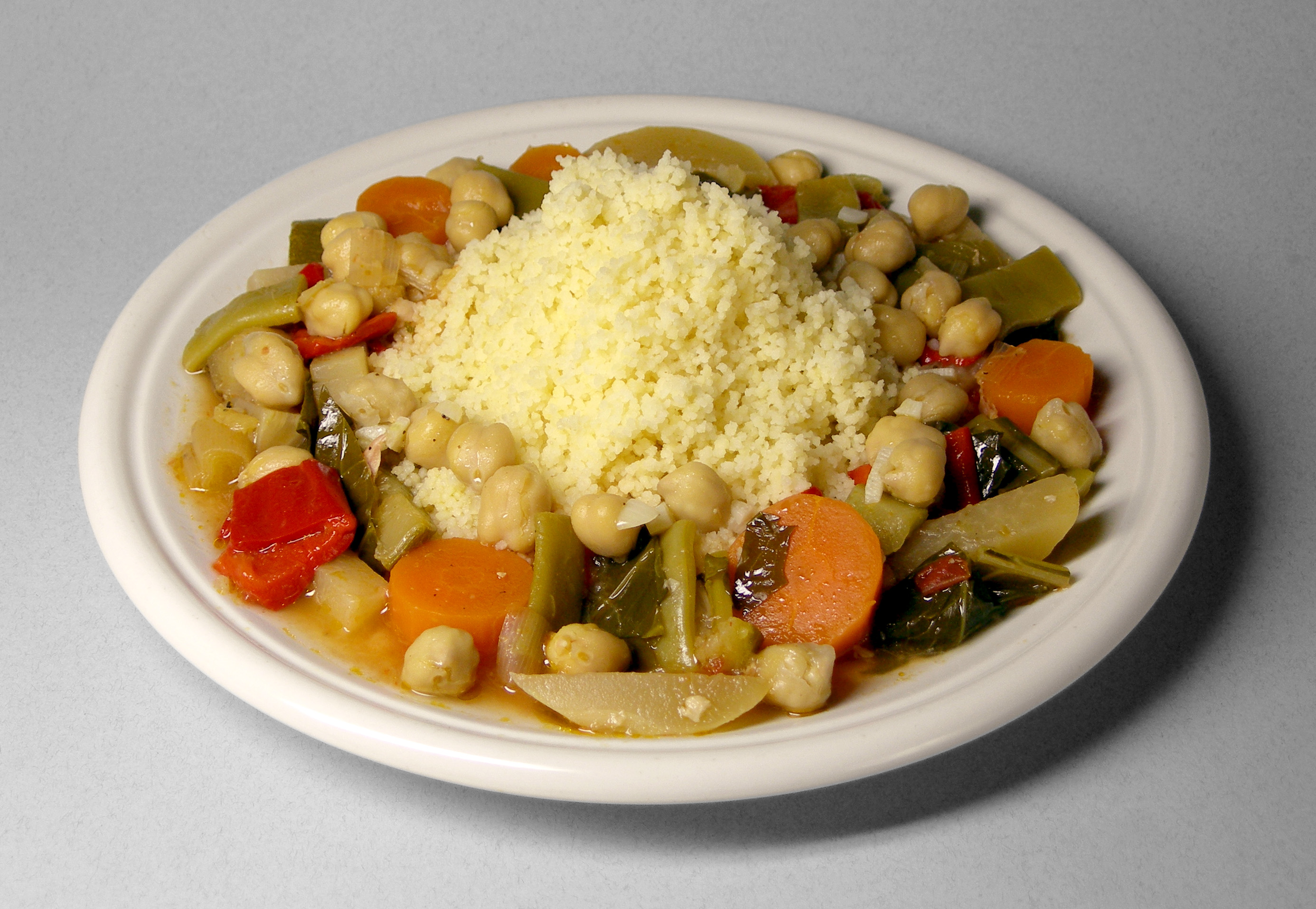
Cuscus, prato nacional argelino, responsável por dar origem a diversas variantes pelo mundo, como por exemplo; cuscuz nordestino, cuscuz paulista, dentre outros.

A culinária da Argélia, como parte da culinária do Magreb, é uma mistura de tradições berberes, árabes, francesas e judaicas. A base da alimentação é o trigo, seja na forma de cuscuz, de pão achatado (pão-folha, como o pita) ou outros, com nomes como khobz edddar, khobz ettadjine, khobz el koucha, kesra rakhsis, kesra matlouh, kesra m'bessa, aghroume, akourane, em que khobz é a palavra árabe para pão.  Para além do pão, os argelinos também comem o trigo na forma de doces à base de semolina ou de massa-folhada, aliás esta usada também para pratos de carne, como a famosa pastilla. 
No entanto, o grão-de-bico entra na composição de muitas sopas, normalmente chamadas chorba (mas também grafado shorba) e guisados como harira; para além destes ingredientes básicos, os pratos argelinos incluem quase sempre muitos vegetais, com ênfase no tomate, carnes, principalmente carneiro e galinha, mas também de camelo, e peixe, na zona costeira. Outros vegetais típicos do Mediterrâneo, como o pimento, a fava, a abobrinha, as azeitonas e as frutas cítricas são também frequentes na cozinha argelina. As refeições na Argélia são quase sempre terminadas com uma sobremesa, tâmaras ou fruta fresca.
Os condimentos fortes estão quase sempre presentes na cozinha argelina, como o açafrão (verdadeiro, de Crocus), o cravinho, o coentro, o gengibre, o cominho, a pimenta e o alho. Existem ainda misturas de temperos muito populares e tipicamente magrebinas ou do Médio Oriente, como ras el hanout, harissa, baharat e za’atar.[carece de fontes?] Claro que os refogados e os temperos de saladas têm como base o azeite. Uma especialidade argelina é a merguez, uma salsicha muito condimentada. 
Em termos de bebidas, a Argélia é conhecida por produzir bons vinhos, como Medea, Mansourah and Mascara, mas os argelinos, maioritariamente muçulmanos, utilizam várias preparações à base de leite, embora o chá com hortelã e o café também sejam populares. Uma outra bebida típica desta região é o leite-de-amêndoas, conhecido desde a Idade Média a toda a volta do Mediterrâneo. Outras bebidas locais são acir, uma bebida à base de citrinos e khchaf, um sumo de frutas.

## Exemplos de pratos argelinos
Chakchouka é muitas vezes considerado o prato nacional da Argélia, apesar de popular também nos países vizinhos; é uma espécie de ratatouille, em que os vegetais principais são o tomate e o pimento, embora haja muitas variantes com outros ingredientes, muitas vezes coberta com ovos mexidos.  Não confundir com chakhchoukha, igualmente um prato típico da Argélia, composto por pedaços de pão achatado misturado com um guisado de carne e grão-de-bico.

### Sopas
- Shorba baidha ou “sopa branca”, de galinha e grão-de-bico
- Shorba’dess – sopa de lentilhas
- Shorba hamra – sopa picante de vegetais
- Djouaz el hummus – sopa de grão
- Harira – sopa de grãos secos, muito utilizada durante o Ramadan, para quebrar o jejum

### Saladas
- Badendjal – salada de beringela assada
- Shlada felfel – tomate e pimento
- Shlada fakya – salada de frutas
- Shlada bel clementinas – salada de laranja e cebola

### Cuscuz
- Bissar – cuscuz com galinha e grãos
- Seksu bil khodra – cuscuz com sete vegetais
- Seksou bil hout – cuscuz de peixe com molho vermelho

### Carnes
- Djej bil qara – galinha com abóbora,
- Djej bil qasbour – galinha com coentro
- Djej m’fouar – galinha ao vapor
- Bussu la tmessu – carneiro com tâmaras recheadas
- Lahm bil zitoun – borrego com azeitonas
- Lahm lhalou – borrego com ameixas
- Marqa bil ‘asal – borrego com passas de uva e mel
- Merguez – salsicha de carne de vaca e de carneiro, muito condimentada
- Loubia khadra marqa – feijão verde com borrego
- Mderbel ‘qarnoun – borrego com alcachofra

### Vegetais e grãos
- Dess bil besla – lentilhas com cebola
- Loubia b’dirsa – feijão com tomate
- Mderbel qar’a – caril de abobrinha
- Ros bratel – favas
- Sabnakh bil zitun – espinafre com azeitonas
- Za’luka ou zalouk – ratatouille de berinjela

### Pão
Abaixo uma pequena lista de nomes de pão, em que khobz é a palavra árabe geral para pão, enquanto que "kesra" é a palavra berber equivalente, e "agroum" (ou "aghroume") pertence à língua tashelhit.  
- Khobz edddar – pão caseiro
- Khobz araby – pita
- Khobz ettadjine
- Khobz el koucha
- Kesra rakhsis - pão achatado, denso, feito sem levedura
- Kesra m'bessa
- Aghroume
- Akourane
- Pain mahonais - pão com sementes de anis, ervas aromáticas e azeitonas, supostamente trazido por imigrantes da região de Mahon, Minorca

### Doces
- Oranais - bolo de alperce
- Ghribia
- Khob mbesses – bolo de semolina
- Makroud el louse – biscoitos de amêndoa
- Rfis tmer – doces de tâmara